# Ади Бадиозаман Туах
Ади Бадиозаман Туах (малайск.  Adi Badiozaman Tuah); (15 августа 1951, Татау, Саравак) — малайзийский педагог и поэт.

## Краткая биография
В 1973 году окончил педагогический факультет Университета Малайя. В 1979 году защитил там же магистерскую, а в 1996 году в Бристольском университете (Англия) докторскую диссертацию. Работал до ухода на пенсию в 2007 году на педагогическом факультете Университета Малайя, в различных школах на Сараваке (в том числе директором школ в Кучинге и Мири), в министерстве образования Малайзии. Автор многочисленных статей по вопросам школьного обоазования и монографии «Руководство школой. Опыт Саравака». Председатель Союза литераторов Саравака и председатель бюро просвещения Исламского совета Саравака.

## Творчество
Наиболее известные сборники стихов:
- «Ночная песня» (Lagu Malam) (1985)
- «Стихи для мамы» (Puisi Buat Mama) (1988)
- «Путешественник во времени» (Panziarah Waktu) (2004)

## Переводы на русский
- Ади Бадиозаман Туах. Поэзия (Puisi); Луна у края минарета (Bulan di ujung minaret)[3]

## Награды[4]
- Кубок победителя в конкурсе на лучшее стихотворение среди молодых поэтов (1974)
- Главная литературная премия Малайзии (1975, 2003)
- Член Орден Саравака (1985,
- Литературная премия Саравака (1995, 1998)
- Член Ордена Защитника страны (1997)
- Служащий Ордена Саравака (2002)
- Чемпион Ордена Саравака (2003)
- Юбилейная гранатовая медаль Перака (2003)
- Орден Саравака за заслуги и тиnул Дату (2004)